# Juan Sebastián Muñoz
Juan Sebastián Muñoz (nacido el 4 de enero de 1993) es un golfista profesional colombiano.

## Carrera
Muñoz jugó golf universitario en la Universidad del Norte de Texas, donde ganó dos torneos en su último año, incluido el Conference USA Championship.
Muñoz se convirtió en profesional en 2015 y jugó en la Developmental Series del PGA Tour Latinoamérica, donde ganó dos torneos. Su final en la Serie le valió el estatus de exento en la primera mitad de la temporada 2016 del PGA Tour Latinoamérica. Sin embargo, en febrero de 2016, jugando por invitación de un patrocinador, Muñoz ganó el Club Colombia Championship en el Web.com Tour. Esta victoria, en Bogotá, su ciudad natal, le valió una tarjeta Web.com Tour y fue la primera victoria de un golfista colombiano en el Web.com Tour. Terminó 22 en la lista de ganancias de la temporada regular, lo que le valió una tarjeta del PGA Tour para la temporada 2017.
El mejor resultado de Muñoz en 2017 fue un T-3 en el Greenbrier Classic en julio. Disparó un «impresionante» 61 en el primer asalto para tomar una ventaja de dos tiros. Siguió con rondas de 67 y 68 para mantener el liderazgo en solitario. Sin embargo, disparó un decepcionante 72 en la cuarta ronda para perder ante Xander Schauffele. Este fue el único top 10 de Muñoz del año y no pudo mantener su tarjeta del PGA Tour.
En 2018, Muñoz jugó bien en el Web.com Tour, con dos segundos puestos y un tercer puesto, para terminar en el puesto 12 en la lista de ganancias y ganar nuevamente un ascenso al PGA Tour.
El 22 de septiembre de 2019, Muñoz ganó su primer torneo del PGA Tour, ganando el Sanderson Farms Championship en Jackson, Misisipi . Muñoz ganó en un playoff sobre Im Sung-jae.

## Triunfos como amateur
- 2010 Copa Joaquin y Tomás Samper Brush, Canadian International Junior Challenge
- 2012 Abierto de Golf Ciudad de Ibagué, Abierto de Golf
- 2013 Torneo Aficionado Segunda Semana
- 2014 Abierto de Golf Ciudad de Ibagué, Abierto de Golf Bucaramanga, Jim Rivers Intercollegiate
- Campeonato de Estados Unidos Conferencia 2015

Fuente:

## Victorias profesionales (4)

### Victorias del PGA Tour (1)
| N.º | Fecha                    | Torneo                             | Puntuación ganadora     | Margen de <br /> victoria | Subcampeón   |
| --- | ------------------------ | ---------------------------------- | ----------------------- | ------------------------- | ------------ |
| 1   | 22 de septiembre de 2019 | Campeonato de granjas de Sanderson | −18 (70-67-63-70 = 270) | Eliminatoria              | Soy Sung-jae |

Récord de playoffs del PGA Tour (1-0)
| N.º | Año  | Torneo                             | Adversario   | Resultado                            |
| --- | ---- | ---------------------------------- | ------------ | ------------------------------------ |
| 1   | 2019 | Campeonato de granjas de Sanderson | Soy Sung-jae | Ganó con par en el primer hoyo extra |

### Web.com Tour triunfos (1)
| N.º | Fecha                | Torneo                        | Puntuación ganadora     | Margen de <br /> victoria | Subcampeones                |
| --- | -------------------- | ----------------------------- | ----------------------- | ------------------------- | --------------------------- |
| 1   | 7 de febrero de 2016 | Campeonato de Clubes Colombia | −12 (69-66-66-71 = 272) | 1 golpe                   | Matt Atkins, Richy Werenski |

### Otras victorias (2)
- 2015 Abierto de Buracamanga, Abierto de Club Campestre Medellín (Developtmental Series)

## Resultados en campeonatos importantes
Resultados en orden no cronológico en 2020.
| Torneo                    | 2017 | 2018 |
| ------------------------- | ---- | ---- |
| The Masters               |      |      |
| Abierto de Estados Unidos |      | CUT  |
| Abierto Británico de Golf | CUT  |      |
| Campeonato de la PGA      |      |      |

| Torneo                    | 2019 | 2020 |
| ------------------------- | ---- | ---- |
| The Masters               |      |      |
| Campeonato de la PGA      |      | CUT  |
| Abierto de Estados Unidos |      | T59  |
| Abierto Británico de Golf |      | NT   |

CUT = omitió el cut a mitad de camino T = empatado NT = sin torneo debido a la pandemia de COVID-19

## Resultados en World Golf Championships
| Torneo         | 2020 |
| -------------- | ---- |
| Campeonato     | T14  |
| Match Play     | NT 1 |
| Por invitación |      |
| Campeones      | NT 1 |

1 Cancelado debido a la pandemia de COVID-19
NT = sin torneo T = Empatado